# Marc Zuber
Marc Zuber, né le 5 mai 1944 à Lucknow en Inde et mort le 28 mai 2003 à Londres, est un acteur britannique.

## Filmographie sélective
- 1975 : Le Lion et le Vent de John Milius
- 1976 : La Victoire en chantant de Jean-Jacques Annaud
- 1981 : Le Commandant de sa Majesté
- 1989 : Shirley Valentine
- 1990 : Navy Seals, les meilleurs de Lewis Teague
- 1991 : Robin des Bois, prince des voleurs de Kevin Reynolds